# Atex (Textverarbeitung)
Atex ist ein in den 1970er-Jahren entwickeltes und von 1983 bis in die 1990er-Jahre von der gleichnamigen Kodak-Tochter vertriebenes Textverarbeitungs- und Redaktionssystem für Tageszeitungen, das als integrierte IT-Struktur sowohl die Terminal-Hardware als auch die Software umfasste. Atex zählt zur ersten Generation von rechnergestützten Systemen, die in deutschen Zeitungshäusern das Manuskriptpapier ablösten und eine Texteingabe in das Satzsystem direkt durch die Redakteure ermöglichten.
Atex ist befehlsorientiert, eine bildliche Darstellung des Satzes (WYSIWYG) war zur Hauptverbreitungszeit des Systems wegen der hohen Rechenlast nicht an jedem Arbeitsplatz möglich. Atex verwendete herstellergebundene, proprietäre Tastaturen und Bildschirme, die an einem Zentralrechner angeschlossen waren. Passende chinesische Tastaturen zu einem wesentlich günstigeren Preis kamen erst Anfang der 1990er Jahre unter dem Namen Xeta (rückwärts Atex) auf den Markt.

## Hauptfunktionen
Atex ermöglichte zum einen die Texterfassung und -auszeichnung und bildete zum anderen den redaktionellen Workflow ab: Über eine definierte Ablaufkette wurden die Texte an die jeweiligen Bearbeitungsstationen weitergegeben (Ressortleitung, Korrektorat) und schließlich belichtet. Neben der eigentlichen Textauszeichnung über Formatierungs-Tags erlaubte das Programm auch den zeitungsmäßigen Spaltenumbruch einzelner Beiträge und den Ganzseitenumbruch per Koordinatenangabe, es hatte keine Mausbedienung oder drag-and-drop. Eine weitere Atex-Funktion war die Speicherung und Verwaltung einlaufender Meldungen der Nachrichtenagenturen.

## Nutzer
Im deutschen Sprachraum wurde Atex in vielen Zeitungsredaktionen eingesetzt, zum Beispiel bei der Abendzeitung, der Bergedorfer Zeitung, der Süddeutschen Zeitung und beim Standard. Ab Mitte der 1990er-Jahre wurde das System auf dem Markt durch grafisch orientierte Lösungen mit nichtproprietärer Hardware abgelöst. Der Berliner Tagesspiegel löste das System erst in den Jahren 2001 bis 2002 durch Hermes ab.

## Unternehmen
Als Unternehmensname existiert Atex weiterhin. Das mittlerweile von Kodak unabhängige Unternehmen bietet auch heute noch Redaktionssoftware an. Ende 2006 hat Atex die Mediasparte von Unisys für 50 Millionen Dollar übernommen. Atex ist damit weltweit der größte Anbieter von Redaktionssystemen.
Neben dem eigenen Redaktionssystem Prestige wird auch das Unisys-System Hermes weitergeführt. Beide Systeme können Indesign integrieren, Prestige auch QuarkXPress. Die 160 Mitarbeiter der Mailänder Hermes-Entwicklungsabteilung wurden von Atex übernommen.